# 1822 dans les chemins de fer
Chronologie des chemins de fer
1821 dans les chemins de fer - 1822 - 1823 dans les chemins de fer

## Évènements
- États-Unis, Matthias W. Baldwin (en) crée l'entreprise à l'origine de la Baldwin Locomotive Works, grand constructeur ferroviaire[1].
- 18 novembre, mise en service du Hetton colliery railway, chemin de fer privé de 13 km de long, ouvert par la Hetton Coal Company à Hetton Lyons, dans le comté de Durham, en Angleterre. Cette ligne entièrement nouvelle est conçue par George Stephenson et est le premier chemin de fer prévu sans traction hippomobile, par différents moyens mécaniques et gravitaires. La ligne est à l'écartement conçu par Stephenson pour le chemin de fer de Killingworth, 1435 mm, futur écartement standard.

## Naissances
- 12 février, nait à Masevaux, Édouard Beugniot, futur ingénieur civil concepteur d'un système d'articulation des essieux moteurs des locomotives à vapeur[2].

## Décès
- x